# David Ferdinand Koreff

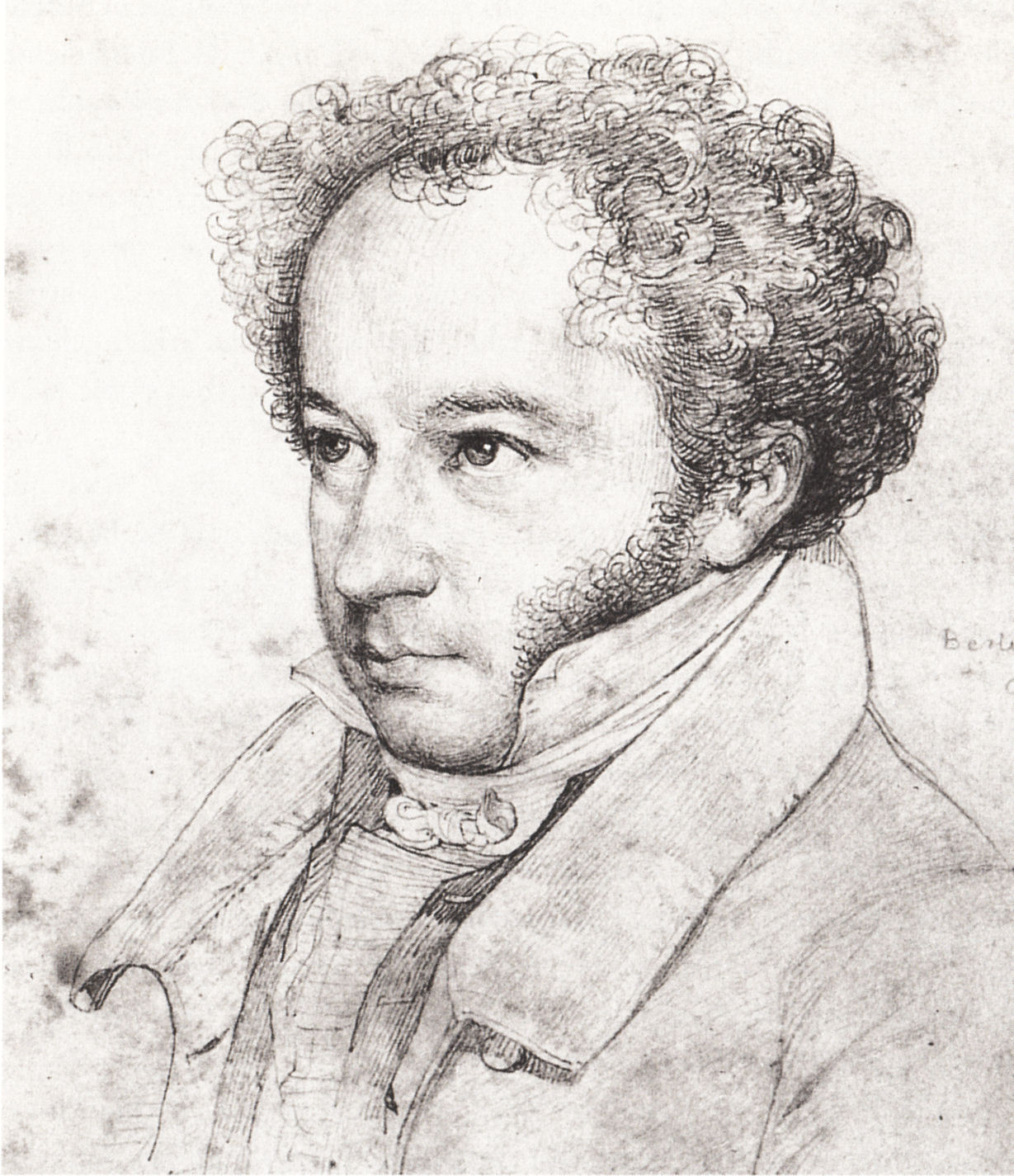
David Ferdinand Koreff (Zeichnung von Wilhelm Hensel)

David Ferdinand Koreff (nach seiner Taufe 1816 Johann(es) Ferdinand Koreff; * 1. Februar 1783 in Breslau; † 15. Mai 1851 in Paris) war ein deutscher Schriftsteller, naturphilosophischer Arzt sowie Mitglied verschiedener literarischer Gruppen.

## Leben

### Studium
Koreff stammte aus einer großbürgerlichen jüdischen Familie. Sein Vater Joachim Salomon Koreff (1732–1805) war Arzt in Breslau und hatte noch den berühmten Franz Anton Mesmer gekannt, dessen Ideen vom tierischen Magnetismus auch den Sohn stark beeinflussen sollten.
Koreff studierte ab 1802 Medizin an der Universität Halle.
Dort wandte er sich unter dem Einfluss Schellings der „naturphilosophischen“ Richtung der Medizin zu, die damals durch die Schriften Franz von Baaders geprägt war.
Ab 1803 absolvierte er seine klinischen Studien in Berlin, wo er Anschluss an den romantischen Nordsternbund um Adelbert von Chamisso und Varnhagen von Ense fand.
Er fand Zugang zu literarischen Salons Berlins und schloss sich auch den Serapionsbrüdern an, dem literarischen Freundeskreis um E. T. A. Hoffmann. In dessen Novellensammlung Die Serapionsbrüder ist Koreff als der witzig-mystische Plauderer Vinzenz porträtiert.

### Paris
Nach Abschluss seines Studiums siedelte er nach Paris um und begann dort zu praktizieren, vor allem bei Angehörigen der dortigen deutschen Kolonie. Gleichzeitig verfolgte er zahlreiche literarische Projekte.
Sein wichtigstes literarisches Werk waren seine Lyrischen Gedichte (1815). Darin enthalten ist das „Gebet eines Magnetiseurs“, das seinem poetisch-kosmischen Medizinverständnis Ausdruck gibt, nach dem ein Rezept und ein Sonett nur „verschiedene Ausflüsse einer Göttlichkeit“ sind:
Hoch aus eurer sel´gen Ferne
Steiget nieder, lichte Sterne,
Senkt euch in des Menschen Bau.
Wie ihr auf der Wandrung irret
Und doch nie die Bahn verwirret,
Wogend in des Himmels Blau!
Er schrieb das Libretto zur Oper Aucassin und Nicolette, einer Bearbeitung der altfranzösischen Erzählung Aucassin et Nicolette, die 1822 in Berlin aufgeführt wurde.
Er war auch als Übersetzer tätig und übertrug Gedichte von Tibull und Elegien der Sulpicia ins Deutsche.

### Vertrauter Hardenbergs in Berlin
Beim Wiener Kongress wurde er von Wilhelm von Humboldt, dessen Hausarzt er durch die Bekanntschaft mit Humboldts Frau Caroline war, bei dem preußischen Kanzler Karl August von Hardenberg eingeführt. Es gelang ihm, dessen Vertrauen zu gewinnen. Hardenberg verschaffte ihm zunächst eine Professur an der Universität Berlin. Seine Gegner wiesen darauf hin, dass er als Jude kein Anrecht auf eine solche Stelle hatte, worauf der Kanzler persönlich veranlasste, dass Koreff in der Lutherischen Kirche getauft wurde. Außerdem machte er ihn zu seinem Leibarzt und persönlichem Vertrauten.
Als es Koreff 1817 gelang, Hardenberg von einer schweren Krankheit zu heilen, war seine Stellung völlig gefestigt. Er erhielt den Vortrag für wissenschaftliche und künstlerische Fragen im Kanzleramt und war insbesondere mit dem personellen Ausbau der Humboldt-Universität in Berlin und dem Aufbau der 1818 der neu gegründeten Universität Bonn befasst. So gelang es ihm, August Wilhelm Schlegel und Ernst Moritz Arndt als Professoren zu gewinnen. Koreff befand sich nun auf dem Höhepunkt seiner Karriere und im Zentrum der Berliner Gesellschaft und des literarischen Deutschland: Er verschaffte Ludwig Tieck und Jean Paul stattliche Pensionen, machte Gaspare Spontini bekannt in Berlin und zählte Alexander von Humboldt und Georg Wilhelm Friedrich Hegel zu seinen Gesprächspartnern.
1818 wurde Koreff zum Mitglied der Leopoldina gewählt sowie Mitglied der Akademie gemeinnütziger Wissenschaften zu Erfurt.
Durch ihn bildete sich ein verstärktes Interesse Hardenbergs am Mesmerismus, da Koreff diesen praktizierte und dieser Technik sensationelle Erfolge – vor allem bei der Behandlung von Geisteskranken – zuschrieb.
Als Beleg für eine solche Wunderheilung führte er ein Medium namens Friederike Hähnel im Haus Hardenbergs ein, wo sie den alternden Kanzler nicht nur durch Geisterseherei, sondern vor allem durch ihre Schönheit beeindruckte. Aus diesem Grund wohl sollte sie der Fürstin Charlotte als Gesellschafterin beigegeben werden. Diese Dame sollte sich allerdings für Hardenbergs Ehe als Sprengsatz erweisen.
1822 kam es zum Verlust der Vertrauensstellung bei Hardenberg, in dessen Abwesenheit er eine Schrift Benzenbergs zu Benjamin Constant nach Paris geschickt hatte, die dort unter seinem und Constants Namen mit dem provozierenden Titel Du triomphe inévitable et prochain des principes constitutionnels en Prusse („Über den unvermeidlichen und nahe bevorstehenden Triumph der konstitutionellen Prinzipien in Preußen“) erschienen war. Diese Kampfschrift fand weder bei Zar Alexander, noch Kaiser Franz, noch bei Metternich und auch nicht bei Gentz freundliche Leser, und es wurde vermutet, die Publikation, in der Hardenberg noch einmal als ein Vorkämpfer des Parlamentarismus dargestellt wurde, wäre auf seine Veranlassung publiziert worden. Auch ein Dementi Hardenbergs fand keinen Glauben, da Koreff ein Vertrauter Hardenbergs und Constant mit einer Kusine Hardenbergs verheiratet war. Durch diese Affäre war Hardenbergs Stellung schwer beschädigt und Koreffs Berliner Karriere zu Ende.
Es trifft nicht zu, dass die Affäre Hardenbergs mit Friederike Hähnel, die der alte Fürst zu seiner Geliebten gemacht und zur Tarnung mit einem Baron von Kimsky (angeblich ein Spieler) verheiratet hatte, für Koreffs Sturz verantwortlich gewesen sei. Die Hähnel blieb über die Trennung Hardenbergs von seiner Frau und bis zu dessen Tod in ihren Armen seine Geliebte. Zuvor (per Codizill vom 20. April 1822) hatte Hardenberg ihr noch eine Pension auf Lebenszeit ausgesetzt. Zudem sagte man ihr nach, den sterbenden Kanzler, der auf seiner letzten Reise nach Verona 100.000 Taler als Reisekasse mit sich führte, zusammen mit ihrem Ehemann gründlichst ausgeplündert zu haben.
Sie beschloss nach geräuschvoller Bekehrung zum katholischen Glauben ihre Tage in Rom.

### Letzte Jahre in Paris
So zog Koreff nach dem Ende seiner Berliner Ambitionen 1822 wiederum nach Paris.
Zu seinem Freundeskreis in der französischen Hauptstadt gehörten der Maler Eugène Delacroix, der Philosoph Victor Cousin, der Musiker Giacomo Meyerbeer sowie bedeutende Schriftsteller wie Stendhal, Prosper Mérimée, Alfred de Musset, Victor Hugo und Heinrich Heine, dessen Arzt er war. Er war auch der Arzt jener Marie Duplessis, die als Modell für die Kameliendame von Alexandre Dumas fils und Verdis La traviata unsterblich wurde. Er erschien den Franzosen als ein seltsamer, verschroben gekleideter Deutscher, als der „Hoffmanneske Arzt“ (le médicin hoffmannique), wozu wohl auch eine von ihm getragene rote Lodenperücke beitrug.
Durch einen Skandal um überhöhte Honorarforderungen (der Fall Lady Lincoln) verlor er 1838 seine Stellung in der eleganten Welt und behandelte in seinen letzten Jahren die Angehörigen der Pariser Mittelschicht mit seinen langsam aus der Mode kommenden magnetischen Kuren. Er starb gänzlich verarmt.
Als Vermittler zwischen den führenden französischen und deutschen literarischen Gruppen war Koreff eine wichtige Persönlichkeit. Unter anderem regte er die französische Ausgabe der Werke E.T.A. Hoffmanns an. Insgesamt war er das Musterbeispiel des für viele Romantiker charakteristischen Schwankens zwischen den Polen: Wissenschaftler und Literat, Arzt und Scharlatan, Jude und Christ, Deutscher und Franzose.

## Schriften
- Beiträge unter dem Pseudonym Anthropos zu Musenalmanach. Hrsgg. von Adelbert von Chamisso und Karl August Varnhagen von Ense, 1804–1806
- Albii Tibulli carmina libri tres. Übersetzung; Paris 1810
- Der Sulpicia Elegien und einige elegische Fragmente anderer. Übersetzung; Paris 1810
- Réflexions sur la nouvelle machine a plonger, appelée Triton, inventée par M. Frédéric Drieberg. Paris 1811
- Don Tacagno, Komisches Singspiel in 2 Akten. Musik von Friedrich Johann von Drieberg, 1812
- Der Einzug des Kaisers. Wien 1814
- Lyrische Gedichte. Paris 1815
- Weihgesang zum Geburtsfeste Seiner Majestät des Königs von Preussen am dritten August 1815. Paris 1815
- De regionibus Italiae aëre pernicioso contaminatis. Berlin 1817. Deutsch: Ueber die bösen Luft-Regionen Italiens. Berlin 1821
- Deutsches Wort aus Preussen an die Rheinländer. Als Antwort auf die Schrift: Übergabe der Adresse der Stadt Coblenz und der Landschaft an Sr. Majestät den König in öffentl. Audienz bei Sr. Durchl. dem Fürsten Staats-Kanzler am 12. Januar 1818 1818
- Ueber die Erscheinungen des Lebens und über die Gesetze nach denen es im menschlichen Organismus sich offenbart. Eine Skitze als Einleitung zu den Vorlesungen über die Physiologie des Menschen. Berlin 1820
- Ueber die bösen Luft-Regionen Italiens. Eine Untersuchung. Berlin 1821. Digitalisat
- Du triomphe inévitable et prochain des principes constitutionnels en Prusse. Mit Benjamin Constant. Paris 1821. Digitalisat
- Aucassin und Nicolette, oder: Die Liebe aus der guten alten Zeit. Oper in 4 Akten. Text von Koreff. Musik von Georg Abraham Schneider. Berlin 1822. Digitalisat